# Macugonalia andipa
Macugonalia andipa är en insektsart som beskrevs av Young 1977. Macugonalia andipa ingår i släktet Macugonalia och familjen dvärgstritar. Inga underarter finns listade i Catalogue of Life.